# Międzynarodowy Festiwal Chóralny „Wschód-Zachód-Zbliżenia”
Festiwal Chóralny „Wschód - Zachód - Zbliżenia” odbywa się co roku w Radomsku. Pierwsza edycja tego stosunkowo młodego festiwalu miała miejsce w czerwcu 2005 roku.
Podczas dwóch dni festiwalu odbywa się sześć koncertów. Pierwszego dnia w Koncercie Inauguracyjnym chóry prezentują się na scenie Miejskiego Domu Kultury w Radomsku - każdy chór przedstawia swój dowolny program a na koniec koncertu wszystkie chóry wykonują razem jeden wybrany utwór. Następnego dnia w niedzielę do południa chóry koncertują w radomszczańskich kościołach a w godzinach popołudniowych występują z programem rozrywkowym w plenerze na dziedzińcu Miejskiego Ratusza.
Organizatorem festiwalu jest Towarzystwo Śpiewacze im. Stanisława Moniuszki w Radomsku. Uczestnikami Festiwalu są chóry amatorskie z różnych krajów Europy. Dotychczas w Festiwalu brały udział, obok chórów z Polski, zespoły między innymi z Niemiec, Ukrainy oraz Czech. Festiwal nie ma charakteru konkursowego.